# Ero felix
Espèce
Ero felix est une espèce d'araignées aranéomorphes de la famille des Mimetidae.

## Distribution
Cette espèce est endémique du Yémen.

## Description
Le mâle holotype mesure 2,0 mm et les femelles de 2,1 à 2,6 mm.

## Publication originale
- Thaler, van Harten & Knoflach, 2004 : Pirate spiders of the genus Ero C.L. Koch from southern Europe, Yemen, and Ivory Coast, with two new species (Arachnida, Araneae, Mimetidae). Denisia, vol. 13, p. 359-368.